# 卡姆羅斯科勒尼
卡姆羅斯科勒尼（英語：Camrose Colony）是位於美國蒙大拿州圖勒縣的普查規定居民點。

## 人口
根據2020年美國人口普查的數據，卡姆羅斯科勒尼的面積為0.97平方千米，皆為陸地。當地共有人口184人，而人口密度為每平方千米189.69人。